# Okręg wyborczy nr 73 do Senatu Rzeczypospolitej Polskiej
Okręg wyborczy nr 73 do Senatu Rzeczypospolitej Polskiej obejmuje obszar powiatów mikołowskiego i rybnickiego oraz miasta na prawach powiatu Rybnika (województwo śląskie). Wybierany jest w nim 1 senator na zasadzie większości względnej.
Utworzony został w 2011 na podstawie Kodeksu wyborczego. Po raz pierwszy zorganizowano w nim wybory 9 października 2011. Wcześniej obszar okręgu nr 73 należał do okręgu nr 29.
Siedzibą okręgowej komisji wyborczej jest Bielsko-Biała, w celu przeprowadzenia wyborów uzupełniających w 2013 i 2014 powołano okręgową komisję wyborczą w Katowicach.

## Reprezentanci okręgu
| Rok  | Rok             | Senator         | Komitet wyborczy                                                           |
| ---- | --------------- | --------------- | -------------------------------------------------------------------------- |
|      | 2011            | Antoni Motyczka | Platforma Obywatelska RP                                                   |
|      | 2013            | Bolesław Piecha | Prawo i Sprawiedliwość                                                     |
| 2014 | Izabela Kloc    |                 | Prawo i Sprawiedliwość                                                     |
| 2015 | Wojciech Piecha |                 | Prawo i Sprawiedliwość                                                     |
| 2019 | Wojciech Piecha |                 | Prawo i Sprawiedliwość                                                     |
|      | 2023            | Piotr Masłowski | KKW Trzecia Droga Polska 2050 Szymona Hołowni – Polskie Stronnictwo Ludowe |

## Wyniki wyborów
Symbolem „●” oznaczono senatorów ubiegających się o reelekcję.

### Wybory parlamentarne 2011
| Kandydat                                                                                      | Kandydat          | Komitet wyborczy                           | Głosów | Głosów | Głosów |
| Kandydat                                                                                      | Kandydat          | Komitet wyborczy                           | Liczba | %      | +/–    |
| --------------------------------------------------------------------------------------------- | ----------------- | ------------------------------------------ | ------ | ------ | ------ |
|                                                                                               | Antoni Motyczka ● | Platforma Obywatelska RP                   | 40 929 | 34,11  | –      |
|                                                                                               | Tadeusz Gruszka ● | Prawo i Sprawiedliwość                     | 26 622 | 22,18  | –      |
|                                                                                               | Paweł Polok       | KWW Autonomia Dla Ziemi Śląskiej           | 26 303 | 21,92  | –      |
|                                                                                               | Józef Makosz      | KWW Józefa Makosza                         | 17 848 | 14,87  | –      |
|                                                                                               | Bogusław Biegesz  | KWW Unia Prezydentów – Obywatele do Senatu | 8300   | 6,92   | –      |
| Frekwencja: 49,76% Liczba głosów ważnych: 120 002 (97,64%) Źródło: Państwowa Komisja Wyborcza |                   |                                            |        |        |        |

● Tadeusz Gruszka i Antoni Motyczka reprezentowali w Senacie VII kadencji (2007–2011) okręg nr 29.

### Wybory uzupełniające 2013
Głosowanie odbyło się z powodu śmierci Antoniego Motyczki.
| Kandydat                                                                                     | Kandydat            | Komitet wyborczy                    | Głosów | Głosów | Głosów |
| Kandydat                                                                                     | Kandydat            | Komitet wyborczy                    | Liczba | %      | +/–    |
| -------------------------------------------------------------------------------------------- | ------------------- | ----------------------------------- | ------ | ------ | ------ |
|                                                                                              | Bolesław Piecha     | Prawo i Sprawiedliwość              | 7769   | 28,48  | +6,30  |
|                                                                                              | Józef Makosz        | KWW Józefa Makosza                  | 5345   | 19,59  | +4,72  |
|                                                                                              | Mirosław Duży       | Platforma Obywatelska RP            | 4913   | 18,01  | –16,10 |
|                                                                                              | Paweł Polok         | KWW Autonomia dla Ziemi Śląskiej    | 3578   | 13,12  | –8,80  |
|                                                                                              | Grażyna Kohut       | Polskie Stronnictwo Ludowe          | 2280   | 8,36   | –      |
|                                                                                              | Janusz Korwin-Mikke | Nowa Prawica – Janusza Korwin-Mikke | 2160   | 7,92   | –      |
|                                                                                              | Krzysztof Sajewicz  | Sojusz Lewicy Demokratycznej        | 775    | 2,84   | –      |
|                                                                                              | Piotr Masłowski     | KWW Piotra Masłowskiego             | 459    | 1,68   | –      |
| Frekwencja: 11,14% Liczba głosów ważnych: 27 279 (99,17%) Źródło: Państwowa Komisja Wyborcza |                     |                                     |        |        |        |

### Wybory uzupełniające 2014
Głosowanie odbyło się z powodu wyboru Bolesława Piechy do Parlamentu Europejskiego.
| Kandydat                                                                                    | Kandydat          | Komitet wyborczy                    | Głosów | Głosów | Głosów |
| Kandydat                                                                                    | Kandydat          | Komitet wyborczy                    | Liczba | %      | +/–    |
| ------------------------------------------------------------------------------------------- | ----------------- | ----------------------------------- | ------ | ------ | ------ |
|                                                                                             | Izabela Kloc      | Prawo i Sprawiedliwość              | 11 146 | 48,56  | +20,08 |
|                                                                                             | Marek Krząkała    | Platforma Obywatelska RP            | 9665   | 42,11  | +24,10 |
|                                                                                             | Maciej Urbańczyk  | Nowa Prawica – Janusza Korwin-Mikke | 1218   | 5,31   | –1,60  |
|                                                                                             | Piotr Chmielowski | Sojusz Lewicy Demokratycznej        | 922    | 4,01   | +2,47  |
| Frekwencja: 9,44% Liczba głosów ważnych: 22 951 (98,94%) Źródło: Państwowa Komisja Wyborcza |                   |                                     |        |        |        |

### Wybory parlamentarne 2015
| Kandydat | Kandydat            | Komitet wyborczy           | Głosów | Głosów | Głosów |
| Kandydat | Kandydat            | Komitet wyborczy           | Liczba | %      | +/–    |
| --- | ------------------- | -------------------------- | ------ | ------ | ------ |
| | Wojciech Piecha     | Prawo i Sprawiedliwość     | 57 552 | 44,76  | +22,58 |
| | Franciszek Kurpanik | Platforma Obywatelska RP   | 44 463 | 34,58  | +0,47  |
| | Paweł Helis         | KORWiN                     | 17 440 | 13,56  | –      |
| | Alojzy Gąsiorczyk   | Polskie Stronnictwo Ludowe | 9133   | 7,10   | –      |
| Frekwencja: 54,27% Liczba głosów ważnych: 128 588 (96,84%) Źródło: [parlament2015.pkw.gov.pl/351_Wyniki_Senat/0/0/73.html Państwowa Komisja Wyborcza] |                     |                            |        |        |        |

### Wybory parlamentarne 2019
| Kandydat                                                                                      | Kandydat          | Komitet wyborczy                           | Głosów | Głosów | Głosów |
| Kandydat                                                                                      | Kandydat          | Komitet wyborczy                           | Liczba | %      | +/–    |
| --------------------------------------------------------------------------------------------- | ----------------- | ------------------------------------------ | ------ | ------ | ------ |
|                                                                                               | Wojciech Piecha ● | Prawo i Sprawiedliwość                     | 68 619 | 46,18  | +1,42  |
|                                                                                               | Grzegorz Wolnik   | KKW Koalicja Obywatelska PO .N iPL Zieloni | 56 179 | 37,80  | +3,22  |
|                                                                                               | Paweł Helis       | Ślonzoki Razem                             | 23 807 | 16,02  | –      |
| Frekwencja: 63,22% Liczba głosów ważnych: 148 605 (98,21%) Źródło: Państwowa Komisja Wyborcza |                   |                                            |        |        |        |

### Wybory parlamentarne 2023
| Kandydat                                                                                      | Kandydat          | Komitet wyborczy                                                           | Głosów | Głosów | Głosów |
| Kandydat                                                                                      | Kandydat          | Komitet wyborczy                                                           | Liczba | %      | +/–    |
| --------------------------------------------------------------------------------------------- | ----------------- | -------------------------------------------------------------------------- | ------ | ------ | ------ |
|                                                                                               | Piotr Masłowski   | KKW Trzecia Droga Polska 2050 Szymona Hołowni – Polskie Stronnictwo Ludowe | 69 713 | 40,86  | –      |
|                                                                                               | Wojciech Piecha ● | Prawo i Sprawiedliwość                                                     | 62 189 | 36,45  | –9,73  |
|                                                                                               | Andrzej Fojcik    | Konfederacja Wolność i Niepodległość                                       | 22 264 | 13,05  | –      |
|                                                                                               | Mirosław Małek    | Polska 2050                                                                | 16 463 | 9,65   | –      |
| Frekwencja: 75,18% Liczba głosów ważnych: 170 629 (98,24%) Źródło: Państwowa Komisja Wyborcza |                   |                                                                            |        |        |        |